# Дрібнотка ніжненька
Дрібнотка ніжненька (Cephaloziella elachista) — вид печіночників порядку юнгерманіальних (Jungermanniales).

## Поширення
Батьківщиною є Європа, Азія, Північна Америка.